# Horace-Scope
| Recensione | Giudizio |
| ---------- | -------- |
| AllMusic   | [ 1 ]    |

Horace-Scope è un album discografico attribuito al The Horace Silver Quintet e pubblicato nel novembre del 1960 dalla casa discografica Blue Note Records.

## Tracce

### LP
Brani composti da Horace Silver, eccetto dove indicato.
Lato A
1. Strollin' – 4:57 – Registrato l'8 luglio 1960
2. Where You At? – 5:35 – Registrato l'8 luglio 1960
3. Without You – 4:47 (Don Newey) – Registrato l'8 luglio 1960
4. Horace-Scope – 4:40 – Registrato il 9 luglio 1960

Lato B
1. Yeah! – 6:25 – Registrato il 9 luglio 1960
2. Me and My Baby – 5:55 – Registrato il 9 luglio 1960
3. Nica's Dream – 6:48 – Registrato il 9 luglio 1960[3]

## Musicisti
- Horace Silver - pianoforte
- Blue Mitchell - tromba
- Junior Cook - sassofono tenore
- Gene Taylor - contrabbasso
- Roy Brooks - batteria

Note aggiuntive
- Alfred Lion - produttore
- Registrazioni effettuate l'8 e 9 luglio 1960 al Van Gelder Studio di Englewood Cliffs, New Jersey (Stati Uniti)
- Rudy Van Gelder - ingegnere delle registrazioni
- Francis Wolff - fotografie
- Paula Donohue - cover drawing
- Barbara J. Gardner - note retrocopertina album[4]